# Barajevo

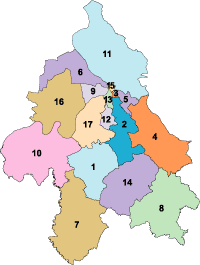
Barajevo zaznaczone na mapie pod numerem 1

Barajevo (cyr. Барајево) – wieś w Serbii, w mieście Belgrad, siedziba gminy miejskiej Barajevo. W 2011 roku liczyła 9158 mieszkańców.